# Peter Naumann (Segler)
Peter „Lumi“ Naumann (* 12. Oktober 1941 in Hamburg; † 11. Februar 2024) war ein deutscher Olympiateilnehmer im Segeln.
Naumann startete für den Hamburger Segel-Club (HSC). Er begann 1952 mit dem Segelsport; ab 1959 war er als Vorschotmann in der Flying-Dutchman-Klasse aktiv. 1967 wechselte er ins Boot von Ullrich Libor. Zusammen gewannen die beiden bei der olympischen Regatta 1968 vor Acapulco die Silbermedaille hinter dem Briten Rodney Pattisson. 1972 belegten Libor und Naumann bei der Europameisterschaft vor Medemblik erneut den zweiten Platz hinter Pattisson. Pattisson siegte auch bei der olympischen Regatta 1972 vor Kiel, hier gewannen Libor und Naumann die Bronzemedaille.
Nach seiner Karriere als Leistungssportler eröffnete Naumann einen kleinen Laden für Regatta- und Bootszubehör. Später wechselte er zu einem Yachtausrüster am Hamburger Rödingsmarkt, wo er bis zu seinem Renteneintritt arbeitete.
Für seine sportlichen Erfolge wurde er am 27. November 1968 mit dem Silbernen Lorbeerblatt ausgezeichnet. Er war Ehrenmitglied des HSC.